# 에르메티즈모
다음은 에르메티즈모(ermetismo 또는 Hermeticism)에 관한 설명이다.
주세페 운가레티는 시집 <희열>에 의해 이탈리아 현대시의 혁신을 이루고 또한 시집 <시간(時間)의 지각(知覺)> 제1기에 있어서 에르메티즈모의 시작법(詩作法)을 확립하였다.
이 시작법은 어구를 읽을 때 그 어구가 우리에게 이미지를 주는 것에 기초로 두는 것이다. 이 이미지의 교류는 독자의 직감에 맡기자고 하는 것이다. 이후 시집 <시간의 지각> 제2기·제3기 또는 시집 <약속의 땅>으로 웅가레티의 시는 진전을 보였다.

## 같이 보기
- 상징주의
- 초현실주의
- 실존주의